# Centímetro cuadrado
Un centímetro cuadrado (símbolo: cm²) es la superficie que ocupa un cuadrado de un centímetro de lado, representado con el símbolo cm². Equivale a una diezmilésima parte de un metro cuadrado.
- 1 cm² = 10–4 m²

- 1 m² = 10 000 cm²

## Equivalencias de SI
- 100 mm²
- 0,01 dm²
- 0,0001 m²
- 0,000001 áreas o dam²
- 0,00000001 hectáreas o hm²
- 0,0000000001 km²